# الحسن بن الحافظ
الحسن بن الحافظ كان الابن الأصغر للخليفة الفاطمي الحادي عشر وإمام الإسماعيلية الحافظية الحافظ لدين الله، والوزير والوريث الظاهري للدولة الفاطمية من 19 يوليو 1134 حتى وفاته في مارس 1135. وصل الحسن إلى السلطة متمردًا على والده، ويُزعم أنه اعتنق المذهب السني. تميز عهده بالوحشية والقمع مما كلفه الدعم، وأثار انتفاضة أخرى أدت إلى سقوطه. تم تسميمه بأمر من والده الحافظ، وخلفه في الوزارة بهرام الأرمني.

## حياته

### أصله
كان الحسن الابن الأصغر للخليفة الفاطمي الحافظ لدين الله.  تم الطعن في شرعية حكم الحافظ لأنه خلف ابن عمه الآمر في انقلاب. وأدى ذلك إلى انقسام بين المؤمنين الإسماعيليين، وتقسيمهم إلى فرعي الحافظية والطيبية. 
في عام 1134، في محاولة لتوطيد خط الخلافة، عين الحافظ ابنه الأكبر، سليمان، وريثًا واضحًا ووزيرًا. وكانت هذه هي المرة الأولى التي يتم فيها تعيين أمير فاطمي، أو حتى ولي العهد، في الوزارة.  توفي سليمان بعد شهرين فقط، مما دعا مرة أخرى إلى التشكيك في عصمة الحافظ المفترضة كإمام إسماعيلي، وبالتالي شرعيته. تم تعيين حيدرة شقيق سليمان الأصغر على الفور وريثًا ووزيرًا، لكن هذا أثار غيرة الحسن.  

### الانتفاضة والوزارة
حصل حسن على دعم فوج الجيوشية، الذي تم تجنيده على ما يبدو من الأرمن، بينما كان الحافظ وحيدرة مدعومين من قبل فوج الريحانية الأفريقي الأسود.  ويبدو أن الفصائل العسكرية كانت لها دوافع دينية أيضاً، إذ يقال إن الحسن وأتباعه دعموا المذهب السني وهاجموا الدعاة الإسماعيليين. في 28 يونيو 1134، هَزمت الجيوشية الريحانية، مما أجبر حيدرة على الفرار إلى قصر الخلافة، الذي كان الآن محاصرًا من قبل قوات الحسن. في مواجهة هذا الوضع غير المسبوق، تراجع الحافظ عن موقفه، وفي 19 يوليو، عين حسن وزيرًا ووريثًا. وكما يعلق المؤرخ مايكل بريت، فقد عيَّن الحافظ ابنه فعليًا "في معارضة لنفسه".  
ولتأمين منصبه، قام حسن بتنظيم ميليشيا خاصة، هي (صبيان الزرد)، التي أرهب بها النخب.  حرض الحافظ حامية الأفارقة السود في صعيد مصر على محاولة عزل ابنه، لكن رجال حسن خرجوا منتصرين مرة أخرى. وفي النهاية، كان حكم حسن الاستبدادي هو الذي تسبب في سقوطه. كلفته معاملته الوحشية لأعدائه، وإعدام الرجال البارزين ومصادرة الممتلكات، أي دعم كان قد حصل عليه.  وقيل إن ما يصل إلى 15 ألف شخص قتلوا في الاضطرابات التي سببها حكمه.

### سقوطه ووفاته
بعد مقتل العديد من كبار القادة، ثار الجيش في مارس 1135. هرب حسن إلى قصر الخلافة حيث اعتقله الحافظ. ثم تجمعت القوات في الساحة أمام القصر وطالبت بإعدامه، وإلا هددت بإشعال النار في القصر. واستدعى الحافظ محافظ الغربية (غرب دلتا النيل) بهرام الأرمني لنجدته. وقبل أن يتمكن بهرام من الوصول إلى العاصمة، استجاب الخليفة لمطالب الجنود وقام بتسميم ابنه على يد طبيبه اليهودي. ولم تتفرق القوات حتى تم دعوة أحدهم لتفقد الجثة. وللتأكد من موته، قام بطعنه عدة مرات بسكين قبل المغادرة.  